# Al Clat
Al Clat (en francès Le Clat) és un municipi francès situat al departament de l'Aude i a la regió d'Occitània.